# Chicaltita
Chicaltita är en ort i Mexiko.   Den ligger i kommunen Mezquital och delstaten Durango, i den centrala delen av landet, 600 km nordväst om huvudstaden Mexico City. Chicaltita ligger 1 027 meter över havet och antalet invånare är 163.
Terrängen runt Chicaltita är varierad. Runt Chicaltita är det mycket glesbefolkat, med 3 invånare per kvadratkilometer. Närmaste större samhälle är Huazamota, 12,4 km sydväst om Chicaltita. I omgivningarna runt Chicaltita växer huvudsakligen savannskog.